# Kamikawa (Hokkaidō)
Kamikawa (jap. 上川町, -chō) ist eine Stadt auf der japanischen Insel Hokkaidō im Landkreis Kamikawa in der Unterpräfektur Kamikawa.

## Geographie
Kamikawa liegt in Zentral-Hokkaidō entlang des Flusses Ishikari. Besiedelt mit 3398 Einwohnern (Stand: 31. Dezember 2020) ist dabei das breite Flusstal im Norden. Der größte Teil des 1049,24 km² umfassenden Gemeindegebietes ist jedoch unbewohntes Bergland: das Kitami-Bergland im Norden, das Gebirge des Daisetsu-zan im Zentrum und das Ishikari-Bergland im Süden.
Die Bevölkerungsdichte beträgt etwa 3 Einwohner pro Quadratkilometer. Der Bürgermeister ist seit 2008 Yoshiji Satō.

## Sehenswürdigkeiten

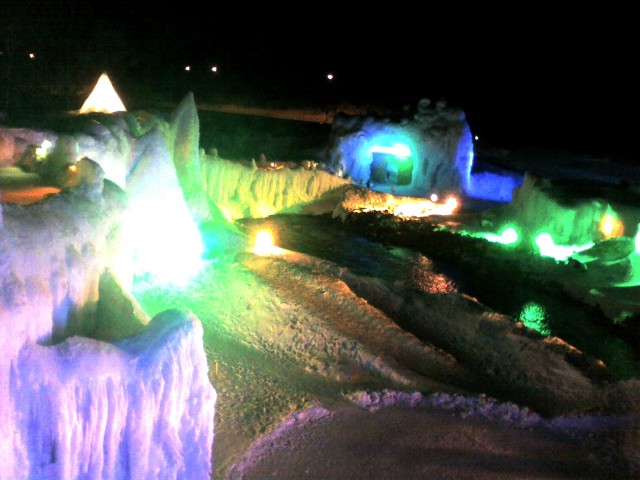
Sōunkyō Hyōbaku Matsuri

Bekannt ist Kamikawa für die Schlucht Sōun-kyō des Ishikari-Flusses, die zum Daisetsuzan-Nationalpark gehört. Der Name stammt von dem früheren Ainu-Dorf Sōunbetsu, was „Fluss mit vielen Wasserfällen“ bedeutet. Die beiden größten Wasserfälle der Schlucht sind der Ryūsei no Taki (流星の滝) von 90 m Höhe und der Ginga no Taki (銀河の滝) von 120 m Höhe, die beide zu den Top-100-Wasserfällen Japans gehören. Von Januar bis März findet alljährlich das Eisfest Sōunkyō Hyōbaku Matsuri (層雲峡氷瀑まつり, „Sōunkyō-Eiswasserfälle-Fest“) statt, bei dem entlang des zugefrorenen Flusses eine Vielzahl an illuminierten Schnee- und Eisskulpturen errichtet werden. Des Weiteren befinden sich in der Schlucht die heißen Quellen Sōunkyō Onsen an denen sich eine Vielzahl Hotels, Gasthäuser (Ryōkan), Pensionen und Jugendherbergen befinden.

## Verkehr
Kamikawa ist über verschiedene Straßen erreichbar: die Asahikawa-Mombetsu-Autobahn von Pippu oder Mombetsu, die Nationalstraße 39 von Asahikawa oder Abashiri, die Nationalstraße 273 von Obihiro oder Mombetsu und die Nationalstraße 333 von Asahikawa oder Kitami. Der Bahnhof Kamikawa liegt an der Sekihoku-Hauptlinie von JR Hokkaido; Züge verkehren nach Asahikawa oder Abashiri.

## Söhne und Töchter der Stadt
- Yūki Itō (* 1994), Skispringerin
- Sara Takanashi (* 1996), Skispringerin
- Yūka Setō (* 1997), Skispringerin